# Lądowisko Turośń Kościelna
Lądowisko Turośń Kościelna – prywatne lądowisko należące do Towarzystwa Lotniczego Białystok. Położone jest w Turośni Kościelnej, w gminie Turośń Kościelna 14 km na południowy zachód od Białegostoku. Lotnisko posiada jeden pas główny o kierunkach 170/350 o długości 500 metrów. W 2010 zostało wpisane do ewidencji lądowisk Cywilnych Urzędu Lotnictwa Cywilnego (według stanu z marca 2020 formalnie widniało pod numerem 61 jako lądowisko Turośń).
Faktycznie zlikwidowane w 2016 roku, obecnie budynki i pole w rękach osoby prywatnej, niezwiązanej z lotnictwem. Część byłego pasa zajęta przez farmę paneli słonecznych.